# Одночасно-роздільна експлуатація свердловини

Схема устатковання УФ2П для роздільної експлуатації двох пластів із двома паралельними рядами труб за схемою фонтан-фонтан. 1 — пакер; 2 — насосно-компресорні труби; 3, 4 — малогабаритні пускові клапани з примусовим відкриття відповідно для першого і другого рядів труб; 5 — трійник фонтанної арматури (для сполучення з затрубним простором); 6 — дворядний сальник; 7 — трійники для направлення продукції у викидні лінії.

Одночасно-роздільна експлуатація свердловини (англ. multi-level oil and gas recovery; нім. gleichzeitig-selektive Förderung f aus einer Sonde) — у нафто- та газовидобуванні — спільна експлуатація двох і більше продуктивних пластів однією свердловиною. Застосовується для видобування нафти (газу), а також для закачування води — при заводненні нафтоносних пластів; робочих аґентів — для підвищення нафто- і конденсатовіддачі, газу — в процесі створення підземних сховищ газу та ін. У свердловину спускають спецобладнання (установки), які забезпечують транспортування продукції кожного пласта на поверхню (або закачування з поверхні в кожний пласт) по самостійних (або спільному) каналах, незалежне регулювання і відробку пластів, а також проведення досліджень, операцій по освоєнню і глушінню кожного пласту, технологічний вплив на його привибійну зону. Такий метод дозволяє скоротити витрати на буріння, облаштування і експлуатацію родовищ.

## Схеми обладнання для одночасно-роздільного видобування
Схеми обладнання для одночасно-роздільного видобування залежать від комбінації різних способів експлуатації в одній свердловині. Технологічну схему ОРВ прийнято називати за назвою способів експлуатації пластів із переходом знизу вгору. Наприклад, під схемою насос-газліфт розуміємо таке: нижній пласт експлуатується насосним способом, а верхній — газліфтним.
При фонтанній експлуатації двох пластів можна відокремити схеми обладнання із застосуванням однієї колони, концентричних і паралельних колон НКТ.
Обладнання із застосуванням паралельних колон НКТ використовують тоді, коли змішувати продукцію пластів недопустимо (рис. 1). Паралельне підвішування труб передбачається в устаткованні типу УФ2П для експлуатаційних колон діаметром 146 і 168 мм (позначення: У — устатковання; Ф — фонтанне; 2П — з двома паралельними рядами НКТ). Таке устатковання містить фонтанну арматуру типу АФП із паралельним підвішуванням НКТ (здвоєну з двострунними викидами) і пакер із гідравлічним якорем, який опускають на одній колоні НКТ. Конструкція фонтанної арматури дає змогу демонтувати фонтанну ялинку без глушіння свердловини, а також виконувати технологічні операції окремо по кожному пласту у процесі експлуатації та ремонту свердловини.
Для фонтанної експлуатації двох пластів використовують також устатковання для внутрішньо-свердловинного газліфта (УВСГ). При цьому в дроселі замість штуцера встановлюють заглушку. В устаткованнях УВСГ, як і в УФ2П, відбувається відокремлене транспортування продукції двох пластів.
В устаткованнях ОРЕ-2ФМ продукція двох роздільно фонтануючих пластів змішується у свердловині і подається на поверхню по одній колоні НКТ.
При використанні двох концентричних рядів НКТ встановлюють два пакери: один — між обсадною колоною та зовнішньою колоною НКТ, інший — між НКТ. Пласти експлуатують окремими каналами.
Для експлуатації трьох пластів можна використовувати дві паралельні колони НКТ і два пакери або три колони НКТ і три пакери.
Аналогічно діють при експлуатації чотирьох і більше пластів, причому застосовують багатотрубні пакери. Для експлуатації великої кількості пластів (до 8) застосовують паралельні та концентричні ряди насосно-компресорних труб.
При поєднанні фонтанного та будь-якого механізованого способів експлуатації свердловин можливі різні комбінації: фонтан-газліфт; фонтан-ШГНУ, фонтан-УЗВН, фонтан-УГПН тощо.
Порівняно просто реалізується схема ШГНУ-фонтан, коли опускають один ряд НКТ (або два паралельних ряди) з пакером і якорем, а продукцію відбирають по НКТ і затрубному простору (або по другому ряду НКТ).
Схема фонтан-ШГНУ потребує застосування двох пакерів для відбирання продукції з верхнього пласта по НКТ і з нижнього — по обвідній трубі та затрубному простору.
В устаткованні типу 1УФН продукція двох пластів змішується в НКТ; в устаткованні типу 2УНФ продукція фонтануючого пласта подається по затрубному простору, а пласта, що експлуатується насосом — по НКТ.